# Coenonympha pedemontana
Coenonympha pedemontana är en fjärilsart som beskrevs av Rocci 1928. Coenonympha pedemontana ingår i släktet Coenonympha och familjen praktfjärilar. Inga underarter finns listade i Catalogue of Life.